# 9376 Thionville
9376 Thionville è un asteroide della fascia principale. Scoperto nel 1993, presenta un'orbita caratterizzata da un semiasse maggiore pari a 2,7018731 UA e da un'eccentricità di 0,0422614, inclinata di 2,01758° rispetto all'eclittica.